# 倉田利作
倉田 利作（くらた りさく、? - 明治6年（1873年）8月23日）は、明治時代の一揆指導者。

## 経歴・人物
甲斐山梨郡隼村の人物。
明治5年（1872年）山梨県下で起こった大小切騒動（山梨県農民一揆）の指導者のひとり。一揆を指導した廉で、小屋敷村の小沢普兵衛と村本村の島田富十郎は絞首刑、利作は準流10年の刑が下されたが、服役した甲府代官所の徒刑場の待遇の改善を訴えるため脱走したため逮捕・処刑された。